# Sieghard von Schauenburg

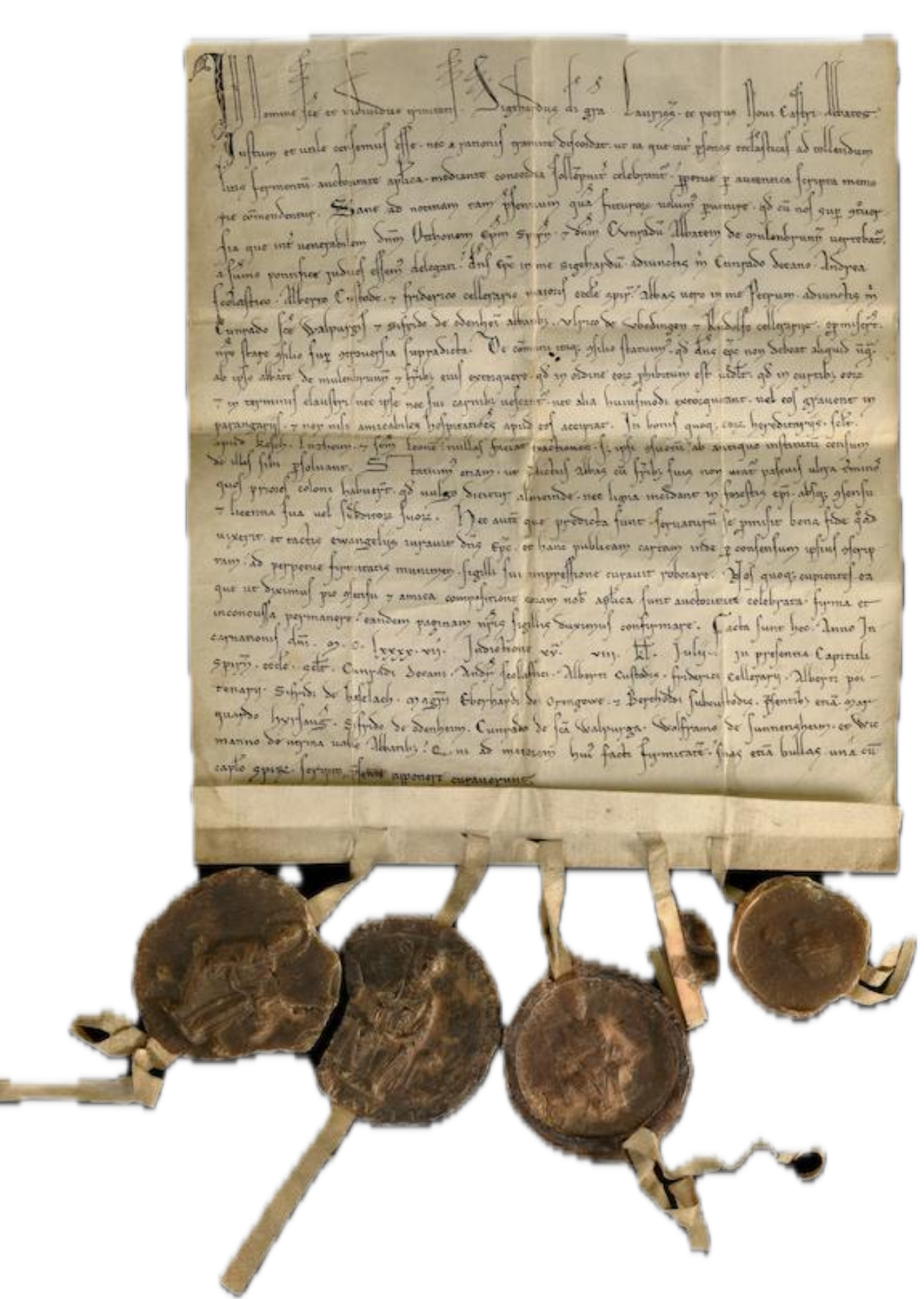
Urkunde: Schlichtung des Streits zwischen dem Bischof von Speyer und Kloster Maulbronn, mit dem Siegel Sieghards von Schaumburg, Abt des Klosters Lorsch

Sieghard von Schauenburg (* 1120; † 14. Juli 1198) (auch Sighart oder Sigehard) war der 46. Abt des Klosters Lorsch.

## Leben
Sieghard entstammte dem Adelsgeschlecht der Schauenburger.
Seine Eltern waren Graf Gerhard von Schauenburg und Heilicka von Burgeck. Aus dieser Ehe gingen weiter drei weitere Söhne hervor: Gerhard II., Berthold und Gottfried. Ein Bruder seines Vaters war Siegfried II. von Wolfsölden, der von 1127 bis 1146 Bischof von Speyer war.
| Sieghard von Wolfsölden      | Sieghard von Wolfsölden      | Sieghard von Wolfsölden      | Sieghard von Wolfsölden      | Sieghard von Wolfsölden      | Sieghard von Wolfsölden      |  |  | Uta von Calw             | Uta von Calw             | Uta von Calw             | Uta von Calw             | Uta von Calw             | Uta von Calw             |  |  | Berthold von Burgeck        | Berthold von Burgeck        | Berthold von Burgeck        | Berthold von Burgeck        | Berthold von Burgeck        | Berthold von Burgeck        |                      |                      | Beatrix von Dachau        | Beatrix von Dachau        | Beatrix von Dachau        | Beatrix von Dachau        | Beatrix von Dachau        | Beatrix von Dachau        |
| Sieghard von Wolfsölden      | Sieghard von Wolfsölden      | Sieghard von Wolfsölden      | Sieghard von Wolfsölden      | Sieghard von Wolfsölden      | Sieghard von Wolfsölden      |  |  | Uta von Calw             | Uta von Calw             | Uta von Calw             | Uta von Calw             | Uta von Calw             | Uta von Calw             |  |  | Berthold von Burgeck        | Berthold von Burgeck        | Berthold von Burgeck        | Berthold von Burgeck        | Berthold von Burgeck        | Berthold von Burgeck        |                      |                      | Beatrix von Dachau        | Beatrix von Dachau        | Beatrix von Dachau        | Beatrix von Dachau        | Beatrix von Dachau        | Beatrix von Dachau        |
|                              |                              |                              |                              |                              |                              |  |  |                          |                          |                          |                          |                          |                          |  |  |                             |                             |                             |                             |                             |                             |                      |                      |                           |                           |                           |                           |                           |                           |
|                              |                              |                              |                              |                              |                              |  |  |                          |                          |                          |                          |                          |                          |  |  |                             |                             |                             |                             |                             |                             |                      |                      |                           |                           |                           |                           |                           |                           |
| Siegfried II. von Wolfsölden | Siegfried II. von Wolfsölden | Siegfried II. von Wolfsölden | Siegfried II. von Wolfsölden | Siegfried II. von Wolfsölden | Siegfried II. von Wolfsölden |  |  | Gerhard von Schauenburg  | Gerhard von Schauenburg  | Gerhard von Schauenburg  | Gerhard von Schauenburg  | Gerhard von Schauenburg  | Gerhard von Schauenburg  |  |  |                             |                             |                             |                             | Heilicka von Burgeck        | Heilicka von Burgeck        | Heilicka von Burgeck | Heilicka von Burgeck | Heilicka von Burgeck      | Heilicka von Burgeck      |                           |                           |                           |                           |
| Siegfried II. von Wolfsölden | Siegfried II. von Wolfsölden | Siegfried II. von Wolfsölden | Siegfried II. von Wolfsölden | Siegfried II. von Wolfsölden | Siegfried II. von Wolfsölden |  |  | Gerhard von Schauenburg  | Gerhard von Schauenburg  | Gerhard von Schauenburg  | Gerhard von Schauenburg  | Gerhard von Schauenburg  | Gerhard von Schauenburg  |  |  |                             |                             |                             |                             | Heilicka von Burgeck        | Heilicka von Burgeck        | Heilicka von Burgeck | Heilicka von Burgeck | Heilicka von Burgeck      | Heilicka von Burgeck      |                           |                           |                           |                           |
|                              |                              |                              |                              |                              |                              |  |  |                          |                          |                          |                          |                          |                          |  |  |                             |                             |                             |                             |                             |                             |                      |                      |                           |                           |                           |                           |                           |                           |
|                              |                              |                              |                              |                              |                              |  |  |                          |                          |                          |                          |                          |                          |  |  |                             |                             |                             |                             |                             |                             |                      |                      |                           |                           |                           |                           |                           |                           |
| Gerhard II. von Schauenburg  | Gerhard II. von Schauenburg  | Gerhard II. von Schauenburg  | Gerhard II. von Schauenburg  | Gerhard II. von Schauenburg  | Gerhard II. von Schauenburg  |  |  | Sieghard von Schauenburg | Sieghard von Schauenburg | Sieghard von Schauenburg | Sieghard von Schauenburg | Sieghard von Schauenburg | Sieghard von Schauenburg |  |  | Berthold I. von Schauenburg | Berthold I. von Schauenburg | Berthold I. von Schauenburg | Berthold I. von Schauenburg | Berthold I. von Schauenburg | Berthold I. von Schauenburg |                      |                      | Gottfried von Schauenburg | Gottfried von Schauenburg | Gottfried von Schauenburg | Gottfried von Schauenburg | Gottfried von Schauenburg | Gottfried von Schauenburg |

Der Familiensitz der Schauenburger befand sich auf der Schauenburg bei Dossenheim.
Im Jahr 1147 trat Sieghard in das Kloster Hirsau ein. 1150 wechselte er als Mönch nach Lorsch, wo er 1167 Abt wurde. Dieses Amt hatte er 31 Jahre inne und wurde darin nur von Abt Adalung, der 33 Jahre lang regierte, übertroffen. Sieghard starb am 14. Juli 1198.

## Wirken
Während Sieghards Abbatiat wurde zwischen 1170 und 1195 der berühmte Lorscher Codex zusammengestellt. Dieses Werk enthält eine Chronik des Klosters seit der Gründung und 3836 Abschriften von Urkunden, die vor allem auf die Übertragung von Grundbesitz betreffen. Der Chronist beschreibt Sieghards Abtszeit als „unter keinen guten Vorzeichen“ stehend und betrachtet sie sogar als den Beginn des „unaufhaltsamen Abstiegs“. Andererseits folgt auf diese Vorbemerkungen eine Urkunde, in der der Papst der Abtei und seinen Besitzungen seinen persönlichen Schutz zusichert. Der Chronist deutet an, dass dieser Schutz durch die einflussreiche Familie des Abtes erwirkt worden sei.
Sieghard war Spross einer einflussreichen und begüterten Familie. Zusammen mit seinen Brüdern stiftete er dem Kloster wertvolle Besitztümer, darunter ein Hofgut in der Nähe des Marktes in Weinheim sowie Weinberge, Wiesen und Ackerland. Aus anderen Urkunden wissen wir, dass Sieghard ein bei Kaiser, Papst und Kardinälen geschätzter Ratgeber war. So wird er beispielsweise in einem Schiedsspruch Friedrichs I. im Streit zwischen Klerus und Bürgerschaft zu Mainz als Mitautor eines Gutachtens von „im Kirchenrecht bewanderte Personen“ genannt. Oder an anderer Stelle finden wir ihn zusammen mit anderen als Schlichter eines Streits zwischen dem Bischof von Speyer und Kloster Maulbronn.

## Die Frage nach der Autorenschaft des Nibelungenlieds
Es gibt die höchst umstrittene Theorie, wonach Sieghard der Autor des Nibelungenlieds gewesen sei. Diese Hypothese wird unter anderem durch die geografische Nähe von Lorsch zu Orten, die in der Sage erwähnt werden, sowie durch biografische Verbindungen Sieghards zur höfischen Gesellschaft in Speyer und Worms gestützt. Zudem tragen eine Großmutter namens Ute und ein Onkel namens Siegfried die gleichen Namen wie zwei der Protagonisten des Epos, deren Gräber laut der Handschrift C des Nibelungenlieds in Lorsch („ze Lorze“) vermutet werden. Diese Theorie wird jedoch von anderen Forschern als unhaltbar und schlecht belegt zurückgewiesen.